# Nick Wayne
Nick Wayne (Seattle, Estados Unidos, 10 de julio del 2005) es un luchador profesional estadounidense. Actualmente trabaja para la empresa de Lucha libre profesional estadounidense All Elite Wrestling (AEW).

## Carrera de lucha libre profesional

### Primeros años
Wayne comenzó a luchar durante su infancia, siendo entrenado por su padre Buddy Wayne. Debutó el 27 de abril de 2018.
El 31 de julio del 2022, Wayne luchó en un combate de cuatro esquinas durante el evento Ric Flair's Last Match.

### AEW (2023-presente)
El 12 de febrero de 2022, su viejo amigo Darby Allin le ofreció a Wayne un contrato de All Elite Wrestling durante el evento del quinto aniversario de DEFY Wrestling. Wayne hizo su debut en AEW Dynamite el 12 de julio del 2023 en Saskatoon, Saskatchewan, Canadá, perdiendo ante Swerve Strickland.  En WrestleDream el 1 de octubre, Wayne se volvió heel por primera vez en su carrera de lucha libre contra Allin para ponerse del lado de Christian Cage durante el combate de Cage y Allin por el Campeonato de TNT de AEW. En el episodio del 18 de octubre de Dynamite, en una entrevista con su madre y Jim Ross, Wayne repudió a sus padres y declaró que Cage es su nueva figura paterna. Poco después de la entrevista, Allin lo agredió y le arrancó un diente.

## Vida personal
Wayne es un luchador de tercera generación, siendo hijo de Buddy y Shayna Wayne, y nieto de "Moondog" Ed Moretti. Buddy Wayne falleció a la edad de 50 años el 17 de junio de 2017 a causa de un ataque cardíaco.

## Campeonatos y logros
- All Elite Wrestling
  - AEW World Trios Championship (1 vez) — con Killswitch & Christian Cage

- Ring of Honor
  - ROH World Television Championship (1 vez, actual)

- Wrestling DEFY
  - DEFY World Championship (1 vez)

- Game Changer Wrestling
  - GCW Tag Team Championship (1 vez) - con Jordan Oliver

- Pro Wrestling Illustrated
  - Situado en el N.220 del ranking de PWI 500 de 2022.[15]
  - Situado en el N.147 del ranking de PWI 500 de 2023.[16]
  - Situado en el N.190 del ranking de PWI 500 de 2024.[17]